# Keiran Lee

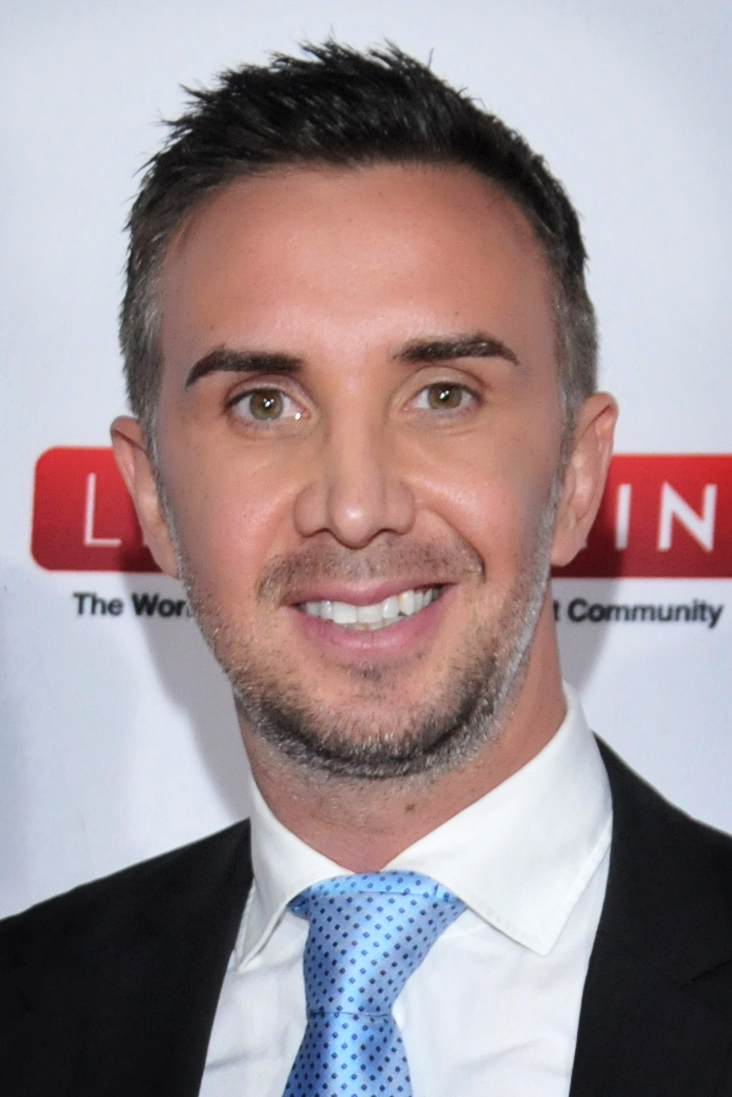
Keiran Lee, 2016

Keiran Lee (eigentlich Adam Lee Diksa; * 15. Januar 1984 in Derby, England) ist ein britischer Pornodarsteller. Er gewann 2007 bei den UK Adult Film and Television Awards einen Preis als bester Schauspieler.

## Leben und Karriere

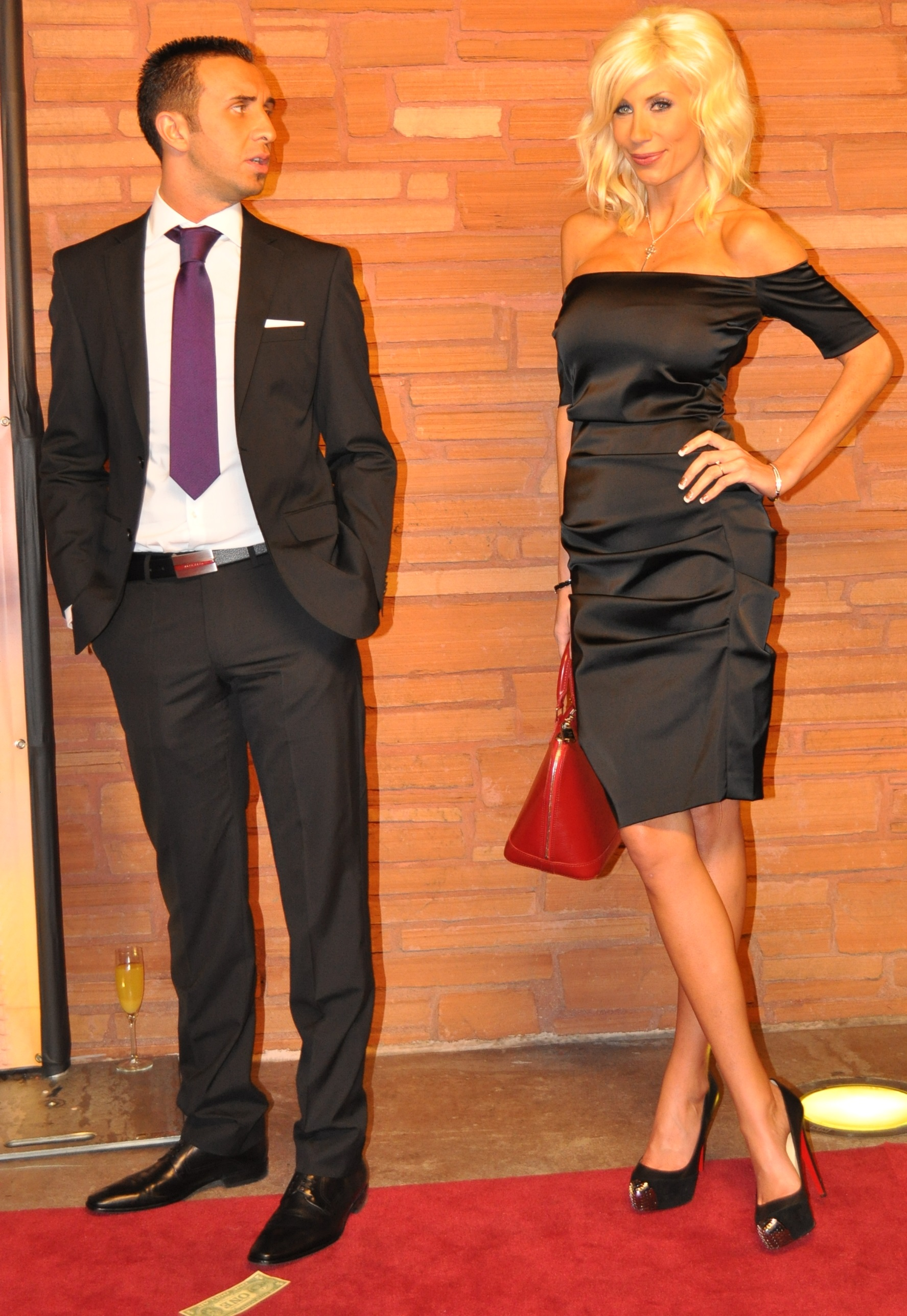
Lee mit seiner früheren Ehefrau Puma Swede bei den XBIZ Awards 2011

Keiran Lee ist englisch-indischer und ungarischer Abstammung. Er steht seit vielen Jahren bei der Produktionsfirma Brazzers unter Vertrag. Er ist mit der US-amerikanischen Pornodarstellerin Kirsten Price verheiratet. In der Vergangenheit war er mit Puma Swede verheiratet. Außerhalb der Pornoindustrie ist Keiran auch als Fußballspieler bekannt. Er spielt für die Hollywood All-Stars, wo auch der Pornodarsteller Danny Mountain mitspielt. Der Verein wird vom ehemaligen Fußballspieler Vinnie Jones verwaltet.
Er ist der einzige Mann auf der Erde, dessen Penis für 645.000 Pfund Sterling (ca. 743.859 Euro) bei Lloyd’s of London versichert wurde. Versichert wurde sein Penis von seinem Arbeitgeber Brazzers, um sich bei einem Unfall zu schützen. Da die Versicherungssumme umgerechnet fast einer Million US-Dollar entspricht (ca. 866.447 US-Dollar), wird sein Penis auch häufig One Million Dollar Penis genannt.

## Preise und Auszeichnungen
- UK Adult Film and Television Award als Bester männlicher Schauspieler (2007)
- AVN Award als Beliebtester Männlicher Darsteller (2016)
- 2025: AVN Award in der Kategorie Best Foursome/Orgy Scene (in 20 For 20 zusammen mit Angela White, Cherie DeVille, Alexis Fawx, Monique Alexander, Luna Star, Ryan Reid, Gal Ritchie, Queenie Sateen, Kira Noir,  Kayley Gunner, Abigaiil Morris, Lily Lou, JMac, Manuel Ferrara, Mick Blue, Van Wylde, Alex Jones, Ricky Johnson, Scott Nails, Hollywood Cash & Isiah Maxwell)[5]